# Раньери, Массимо
Ма́ссимо Ранье́ри (итал. Massimo Ranieri; род. 3 мая 1951, Неаполь, Италия) — итальянский певец, актёр, театральный режиссёр и телеведущий. Победитель фестиваля Сан-Ремо 1988 года с песней «Perdere L’amore». Двукратный участник конкурса песни «Евровидение» от Италии (1971, 1973). По мнению многих, один из величайших итальянских эстрадных певцов в истории.

## Биография
Джованни Калоне родился пятым из восьми детей в бедной семье Умберто и Джузеппины. Чтобы хоть как-то помочь родителям, Джованни очень рано начал работать (в числе первых профессий — подмастерье, курьер, продавец газет, бариста и певец на праздниках). В 1964 году его вокальные данные отмечает Gianni Aterrano, который позже знакомит одарённого ребёнка с Sergio Bruni. Они уезжают в США, где Джованни получил свой первый псевдоним Gianni Rock, с которым выступил на сцене Academy в Бруклине. Под тем же псевдонимом была записана и первая мини-пластинка. Свой первый гонорар Джованни отдал старшей сестре, которая очень хотела выйти замуж и растить детей.
1966 год стал поворотным годом в его карьере, вследствие которого Джованни Калоне навсегда стал Массимо Раньери. Такое имя было выбрано, чтобы показать амбиции (итал. massimo — максимальный), а фамилия — это дань уважения князю Монако Ренье III. Однако первые работы были подписаны просто — Раньери, позже добавилось и имя — Массимо. В том же году он участвовал в популярной телевизионной эстрадной передаче Canzonissima с песней L’amore è una cosa meravigliosa. Это был первый большой успех.
В 1967 году Массимо победил на фестивале Кантаджиро с песней Pietà per chi ti ama. В следующем году впервые принял участие в Фестивале Сан-Ремо с песней Da bambino.
В 1969 году Раньери выступил на сцене Сан-Ремо с песней Quando l’amore diventa poesia. Он снова вернётся на фестиваль лишь спустя 19 лет. Позже участвует в Cantagiro с Rose Rosse. Успех песни был оглушительным. Она 13 недель не опускалась ниже второго места в национальном чарте и заняла шестое место в итальянском рейтинге продаж 1969 года. Песня также была исполнена на испанском языке, но не только для выпуска в Испании и Латинской Америке, а ещё и в Японии. Также в 1969 Массимо вновь принял участие в передаче Canzonissima с Rose Rosse,  'O sole mio и занимает третье место с песней Se bruciasse la città. В январе 1970 года вышел его первый альбом Massimo Ranieri.
С 1970 года активно снимается в кино и играет в театре.
Массимо дважды представлял Италию на конкурсе песни «Евровидение», заняв в 1971 году пятое место с песней «L’amore è un attimo», а в 1973 году — тринадцатое место с песней «Chi sarà».

## Дискография
| - 1969: Massimo Ranieri - 1970: Vent’anni - 1971: Via del conservatorio - 1972: Erba di casa mia - 1973: Album di famiglia - 1974: Per una donna - 1976: Meditazione - 1978: La faccia del mare - 1981: Passa lu tempo e lo munno s’avota - 1983: Barnum - 1988: Rinaldo in campo - 1988: Perdere l’amore - 1989: Un giorno bellissimo - 1992: Ti penso - 1995: Ranieri - 1997: Canzoni in corso - 1998: Hollywood ritratto di un divo - 2001: Oggi o dimane - 2003: Nun è acqua - 2005: Accussì grande - 2006: Canto perchè non so nuotare…da 40 anni - 2013: Senza 'na ragione - 2016: Malia - Napoli 1950-1960 | - 1972: 'O surdato 'nnammurato - 1974: Napulammore - 1976: Macchie 'e culore - 2009: Napoli…Viaggio in Italia - 2010: Live Dallo Stadio Olimpico Di Roma - 2011: Chi nun tene coraggio nun se cocca ch' 'e femmene belle |

### Синглы
- 1964: Lassù qualcuno mi ama/Un ragazzo come me (Zeus; как Gianni Rock)
- 1964: Preghiera/Una bocca, due occhi e un nome (Zeus; как Gianni Rock)
- 1964: Se mi aspetti stasera/La prima volta (Zeus; как Gianni Rock)
- 1964: Tanti auguri señora/Non chiudere la porta (ZeusZeus; как Gianni Rock)
- 1966: L’amore è una cosa meravigliosa/Bene mio (CGD; как Ranieri)
- 1967: Pietà per chi ti ama/No, mamma (CGD; как Ranieri)
- 1968: Da bambino/Ma l’amore cos'è (CGD)
- 1968: Preghiera per lei/Cento ragazzine (CGD)
- 1968: Rose rosse/Piangi piangi ragazzo (CGD)
- 1969: Quando l’amore diventa poesia/Cielo blu (CGD)
- 1969: Il mio amore resta sempre Teresa/Rose rosse (CGD)
- 1969: Se bruciasse la città/Rita (CGD)
- 1969: 'O sole mio/Ma l’amore cos'è (CGD)
- 1970: Sei l’amore mio/Fai di me quello che vuoi (CGD)
- 1970: Le braccia dell’amore/Candida (CGD)
- 1970: Sogno d’amore/Mio caro amore evanescente e puro (CGD)
- 1970: Vent’anni/Io non avrò (CGD)
- 1971: L’amore è un attimo/A Lucia (CGD)
- 1971: Io e te/Adagio veneziano (CGD)
- 1971: Via del Conservatorio/Momento (CGD)
- 1972: 'O surdato 'nnammurato/Lacreme napulitane (CGD)
- 1972: La tua innocenza/Ti ruberei (CGD)
- 1972: Amore cuore mio/Io di più (CGD)
- 1972: Erba di casa mia/L’infinito (CGD)
- 1973: Chi sarà/Domenica domenica (CGD)
- 1973: Chiove/Reginella (CGD)
- 1973: Amo ancora lei/Tu sei bella come il sole (CGD)
- 1974: Immagina/Se tu fossi una rosa (CGD)
- 1974: 'A tazza 'e cafè/Tu ca nun chiagne (CGD)
- 1974: Te voglio bene assaie/A serenata 'e Pulicenella (CGD)
- 1974: Per una donna/Cara libertà (CGD)
- 1975: Si ricomincia/23, rue des lillas (CGD)
- 1976: Dal primo momento che ti ho vista/La mia boheme (CGD)
- 1978: La faccia del mare/Odyssea (CGD)
- 1988: Perdere l’amore/Dove sta il poeta (WEA Italiana)
- 1992: Ti penso/La notte (WEA Italiana)

## Фильмография
| Год  |     | Русское название                          | Оригинальное название                         | Роль                    |
| ---- | --- | ----------------------------------------- | --------------------------------------------- | ----------------------- |
| 1970 | ф   | Метелло                                   | Metello                                       | Метелло Салани          |
| 1970 | ф   | В поисках истины                          | Cerca di capirmi                              | Франко Бертоли          |
| 1971 | тф  | Певичка                                   | La sciantosa                                  | Тонино                  |
| 1971 | ф   | Бубу                                      | Bubù                                          | Пьеро                   |
| 1971 | ф   | Маяк на краю света                        | The Light at the Edge of the World            | Фелипе                  |
| 1971 | ф   | Встреча                                   | Incontro                                      | Сандро Заникелли        |
| 1972 | ф   | Студент, обвиненный в убийстве            | Imputazione di omicidio per uno studente      | Фабио Сола              |
| 1974 | ф   | Двоюродная сестра                         | La cugina                                     | Энцо                    |
| 1974 | ф   | Заложники не должны умереть               | Salvo D'Acquisto                              | Сальво Д'Акуисто        |
| 1975 | с   | Город в конце улицы                       | Una città in fondo alla strada                | Лупо                    |
| 1976 | ф   | Смертельная ярость                        | Con la rabbia agli occhi                      | Анжело                  |
| 1976 | ф   | Последний черёд                           | L'ultima volta                                | Сандро                  |
| 1978 | с   | Рассказы о Каморре                        | Storie della Camorra                          | Дженнаро Аббатемаджо    |
| 1979 | ф   | Бывает и похуже                           | La patata bollente                            | Клаудио                 |
| 1981 | ф   | Хабиби, любовь моя                        | Habibi, amor mío                              |                         |
| 1981 | ф   | Чистая и целомудренная                    | Casta e pura                                  | Фернандо                |
| 1981 | ф   | Служитель любви                           | Priest of Love                                | Пьеро Пини              |
| 1981 | ф   | Последний раз вместе                      | L'ultima volta insieme                        | Паоло Антонелли         |
| 1981 | с   | Целлулоидные мальчики                     | I ragazzi di celluloide                       | Никола                  |
| 1981 | ф   | Карабинер                                 | Il carabiniere                                | Паоло Палумбо           |
| 1982 | тф  | Волшебный парус                           | La vela incantata                             | Анжело                  |
| 1983 | ф   | Связанные нежной дружбой                  | Legati da tenera amicizia                     | Дорино                  |
| 1984 | с   | В тени большого дуба                      | All'ombra della grande quercia                | Массимо                 |
| 1984 | с   | Целлулоидные мальчики 2                   | I ragazzi di celluloide 2                     | Никола                  |
| 1986 | тф  | Любовный акт                              | Atto d'amore                                  | Чиро                    |
| 1987 | с   | Черная тень Везувия                       | L'ombra nera del Vesuvio                      | Тони Карита             |
| 1987 | с   | Lo scialo                                 | Lo scialo                                     | Джованни                |
| 1988 | с   | Шантаж                                    | Il ricatto                                    | комиссар Массимо Федели |
| 1991 | с   | Дети во тьме                              | Il ricatto 2                                  | комиссар Массимо Федели |
| 1995 | тф  | Цена денег                                | Il prezzo del denaro                          |                         |
| 1996 | тф  | Дом, где живет Коринна                    | La casa dove abitava Corinne                  | Леонарди                |
| 1998 | тф  | Черный ангел                              | Angelo nero                                   | комиссар Ванци          |
| 1999 | ф   | Volare!                                   | Volare!                                       | Антонио                 |
| 1999 | тф  | Люби врага своего                         | Ama il tuo nemico                             | Дон Паоло               |
| 2000 | тф  | Поцелуй во мраке                          | Un bacio nel buio                             |                         |
| 2002 | ф   | Глубины ночи                              | Fondali notturni                              | Пеппино                 |
| 2002 | тф  | Я спасу тебя                              | Io ti salverò                                 | Уго Гуэрра              |
| 2002 | ф   | Семейные узы                              | Legami di famiglia                            | Лука                    |
| 2002 | тф  | История войны и дружбы                    | Storia di guerra e d'amicizia                 | Джованни                |
| 2003 | с   | Camera Cafè                               | Camera Cafè                                   | Ансельмо Педоне         |
| 2004 | ф   | Человеческий жанр – часть 1: Парижане     | Le genre humain - 1ère partie: Les Parisiens  | Массимо                 |
| 2005 | ф   | Смелость любить                           | Le courage d'aimer                            | Массимо                 |
| 2005 | кор | Побег                                     | Fuga                                          |                         |
| 2007 | тф  | Операция «Пилот»                          | Operazione pilota                             | Рафаэлле                |
| 2007 | тф  | В кольце обмана                           | Senza via d'uscita - Un amore spezzato        | Маттео Делла Торре      |
| 2007 | ф   | Гражданин ноль                            | Civico zero                                   | Джулиано                |
| 2008 | ф   | Последний Пульчинелла                     | L'ultimo Pulcinella                           | Микеланджело            |
| 2010 | ф   | Женщина и мужчины                         | Ces amours-là                                 | певец в лагере          |
| 2010 | ф   | Страсть                                   | Passione                                      | Массимо Раньери         |
| 2010 | тф  | Филумена Мартурано                        | Filumena Marturano                            | Доменико Сориано        |
| 2011 | тф  | Неаполь — город миллионеров               | Napoli milionaria                             | Дженнаро Йовине         |
| 2011 | ф   | Удивительное приключение Антонио Франкони | La meravigliosa avventura di Antonio Franconi | Антонио Франкони        |
| 2011 | тф  | Призраки                                  | Questi fantasmi                               | Паскуале Лояконо        |
| 2011 | ф   | Капитан Базилик 2                         | Capitan Basilico 2                            | рыбак                   |
| 2011 | ф   | Потрясение                                | Scossa                                        | Сальваторе              |
| 2012 | тф  | Суббота, воскресенье, понедельник         | Sabato, domenica e lunedì                     | Пеппино Приоре          |
| 2016 | ф   | Козни                                     | La macchinazione                              | Пьер Паоло Пазолини     |
| 2017 | ф   |                                           | Riccardo va all'inferno                       | Riccardo                |
| 2020 | ф   | Итальянские каникулы                      | Odio l'estate                                 | Массимо Раньери         |

Почти все фильмы с участием Массимо Раньери сняты на итальянском языке.

## Театр

### Актёр
- 1976: Napoli chi resta e chi (Raffaele Viviani), режиссёр Giuseppe Patroni Griffi
- 1976: In memoria di una signora amica (Giuseppe Patroni Griffi), режиссёр Mario Ferrero
- 1977: Мнимый больной (Мольер), режиссёр Giorgio De Lullo
- 1977: Собачий вальс (Л. Н. Андреев), режиссёр Giuseppe Patroni Griffi
- 1979: Двенадцатая ночь (Уильям Шекспир), режиссёр Giorgio De Lullo
- 1980: Добрый человек из Сычуани (Бертольт Брехт), режиссёр Giorgio Strehler
- 1983: Barnum (Mark Bramble), режиссёр Ennio Coltorti
- 1984: Varietà, режиссёр Maurizio Scaparro
- 1987: Pulcinella (Manlio Santanelli), режиссёр Maurizio Scaparro
- 1988: Rinaldo in campo (Garinei e Giovannini), режиссёр Pietro Garinei
- 1991: Liolà (Луиджи Пиранделло), режиссёр Maurizio Scaparro
- 1993: Teatro Excelsior (Vincenzo Cerami), режиссёр Maurizio Scaparro
- 1994: L’isola degli schiavi (Мариво), режиссёр Giorgio Strehler
- 1996: Тысяча и одна ночь, режиссёр Maurizio Scaparro
- 1998: Hollywood- Ritratto di un divo, режиссёр Giuseppe Patroni Griffi
- 2001: Il grande campione, режиссёр Giuseppe Patroni Griffi
- 2007: Симфоническая сказка Петя и волк
- 2009: Polvere di Baghdad, режиссёр Maurizio Scaparro
- 2011: Трехгрошовая опера (Бертольт Брехт), режиссёр Luca De Fusco
- 2012: Raffaele Viviani Varietà, режиссёр Maurizio Scaparro
- 2013: Ричард III (Уильям Шекспир), режиссёр Массимо Раньери
- 2016: Teatro Del Porto: Tratto da Scalo Marittimo e Caffé Di Notte e Giorno. Versi Prosa e Musica di Raffaele Viviani, режиссёр Maurizio Scaparro

### Режиссёр
Драматический театр
- Ричард III (Уильям Шекспир). Премьера: июль 2013.

Оперные постановки
- Сельская честь (Масканьи). Премьера: август 2003.
- Паяцы (Леонкавалло). Премьера: август 2003.
- Любовный напиток (Доницетти). Премьера: февраль 2005, Театр Сан-Карло, Неаполь.
- Травиата (Верди). Премьера: июнь 2006, Teatro Verdi, Триест.
- Золушка (Дж. Россини). Премьера: 10 октября 2008, Teatro Comunale, Терамо.

Мюзикл
- Poveri ma belli. Премьера: 2008, Teatro Sistina, Рим.

## Благотворительность
16 октября 2002 года Массимо Раньери был назначен послом доброй воли ФАО.
21 апреля 2009 года вместе с другими 55 итальянскими артистами участвует в записи песни «Domani 21/04/09», написанной Мауро Пагани (Mauro Pagani), все сборы от продажи пойдут для восстановления консерватории Alfredo Casella и Teatro Stabile d’Abruzzo в Л’Акуиле, разрушенных страшным землетрясением.

## Личная жизнь
С 2005 по 2010 год был женат на Лейле Мартинуччи, актрисе и певице, известной по роли Эсмеральды в итальянской версии мюзикла Нотр-Дам де Пари.
В 2007 году, после долгих судебных разбирательств и проведения генетической экспертизы, Массимо признал свою внебрачную дочь Кристиану (1971 г.р.) от отношений с Франкой Себастьяни. В июле 2011 года стал дедушкой.